# Peucedanum elongatum
Peucedanum elongatum är en flockblommig växtart som beskrevs av Ernst Meyer och Carl Daniel Friedrich Meisner. Peucedanum elongatum ingår i släktet siljor, och familjen flockblommiga växter. Inga underarter finns listade i Catalogue of Life.